# Dacus ruslan
Dacus ruslan är en tvåvingeart som först beskrevs av Erich Martin Hering 1941.  Dacus ruslan ingår i släktet Dacus och familjen borrflugor.
Artens utbredningsområde är Kenya. Inga underarter finns listade i Catalogue of Life.